# Ex chiesa di San Silvestro (Premariacco)
La chiesa di San Silvestro Papa era l'antica parrocchiale di Premariacco, costruita nel XIV secolo, quando venne sancito il diritto del Capitolo di Santa Maria di Cividale nella vicaria curata della chiesa.
L'edificio subì certamente danni nel 1306 durante il saccheggio perpetrato dal conte di Gorizia in conflitto con i Villalta di Urusbergo contro diversi villaggi, tra i quali Premariacco; subì altre distruzioni durante le incursioni dei turchi nel XV secolo. I danni maggiori alla chiesa furono però causati dal Terremoto del 1511, in seguito al quale si resero necessari lavori di ristrutturazione. In questa occasione lo stile romanico originario venne modificato dagli apporti tardo-gotici ed anche pre-rinascimentali. L'aula e l'abside furono sopraelevate e nel corso del XVII secolo fu ripristinata la torre campanaria con l'aggiunta della cella e della cuspide.
Il restauro eseguito tra il 1980 ed il 1981 ha permesso di ritrovare sotto il pavimento le fondazioni della chiesa triabsidata e di recuperare l'intero ciclo di affreschi di Gian Paolo Thanner del 1521. Nelle quattro vele della volta sono raffigurati i Dottori della Chiesa con i simboli degli Evangelisti, seguendo lo stesso tradizionale schema iconografico presente negli affreschi dello stesso artista nella chiesa di San Mauro di Premariacco ed in quella di Camino di Buttrio. Nella parte bassa dell'abside sono dipinte tre piccole figure sedute, ora senza testa, probabilmente i committenti dell'opera; nelle lunette è riconoscibile una Ultima Cena. Nel registro inferiore della parete di fondo sono rappresentati gli Apostoli allineati, mentre in alto nella lunetta è visibile la scena della  Crocifissione. Sulle pareti laterali appaiono episodi della Vita di Cristo. Nell'intradosso dell'arco trionfale, seguendo la tradizionale iconografia, si vede una serie di otto Sante raffigurate con la palma, simbolo del martirio e della vittoria sulla morte, assieme ai simboli individuali del loro martirio.
All'inizio del XX secolo la chiesa fu abbandonata e venne sostituita dalla nuova parrocchiale neogotica poco discosta, mentre nei pressi è presente la casa della Confraternita dei Battuti.